# Mersin İdman Yurdu
El  Mersin İdman Yurdu és un club de futbol turc de la ciutat de Mersin, a la Regió de la Mediterrània.

## Palmarès
- Copa del Primer Ministre turca de futbol (1): 1966/67